# Teoxena de Tessàlia
Teoxena (en llatí Theoxena, en grec antic Θεόξενα)era una filla d'Heròdic, un noble de Tessàlia que va ser executat per Filip V de Macedònia.
Quan el rei, anys després, va començar a fer matar als descendents d'aquells als que havia executat degut als rumors que l'acusaven d'extrema crueltat, Teoxena es va escapar per mar amb el seu marit Poris i dos nebots als que havien adoptat. Però quan els vents van impedir la fugida i anaven a caure en mans del rei, Teoxena va matar als seus nebots amb la seva pròpia mà i es va llançar amb el seu marit a l'aigua, segons explica Titus Livi.